# Dehesa de Navalcarbón
La dehesa de Navalcarbón es una dehesa perteneciente al término municipal de Las Rozas de Madrid, en la Comunidad de Madrid, España.

## Características
Se encuentra situada entre la A6 y la M-50, muy cerca de la ciudad comercial Európolis y del recinto ferial de Las Rozas.
Tiene una superficie de 120 hectáreas. En su interior se encuentran diversos fortines de la guerra civil española.
Cuenta con un río artificial que sigue el curso del antiguo cauce del canal del Guadarrama, cuya construcción se inició e interrumpió a finales del siglo xviii.

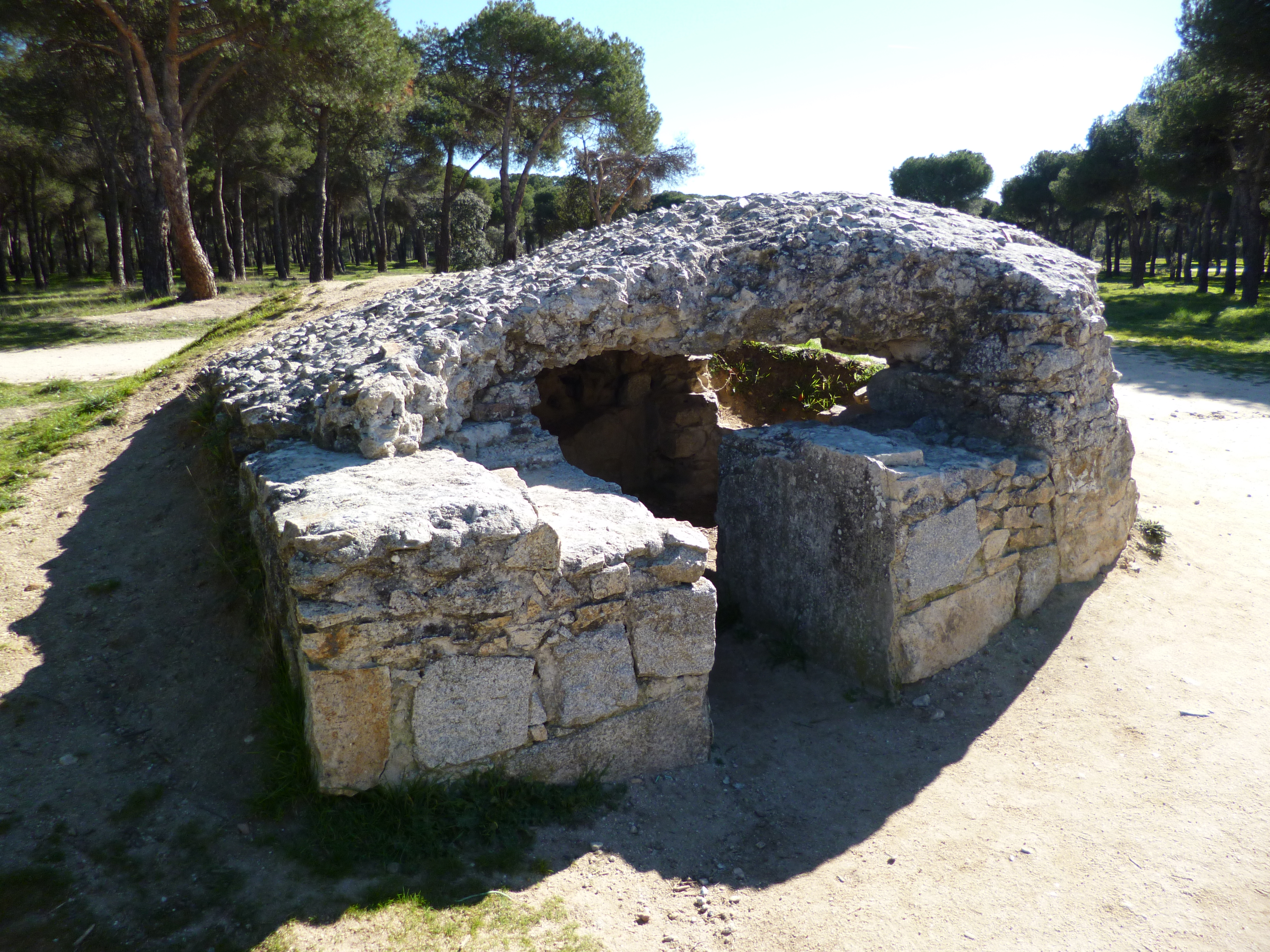
Búnker 1 de la Dehesa
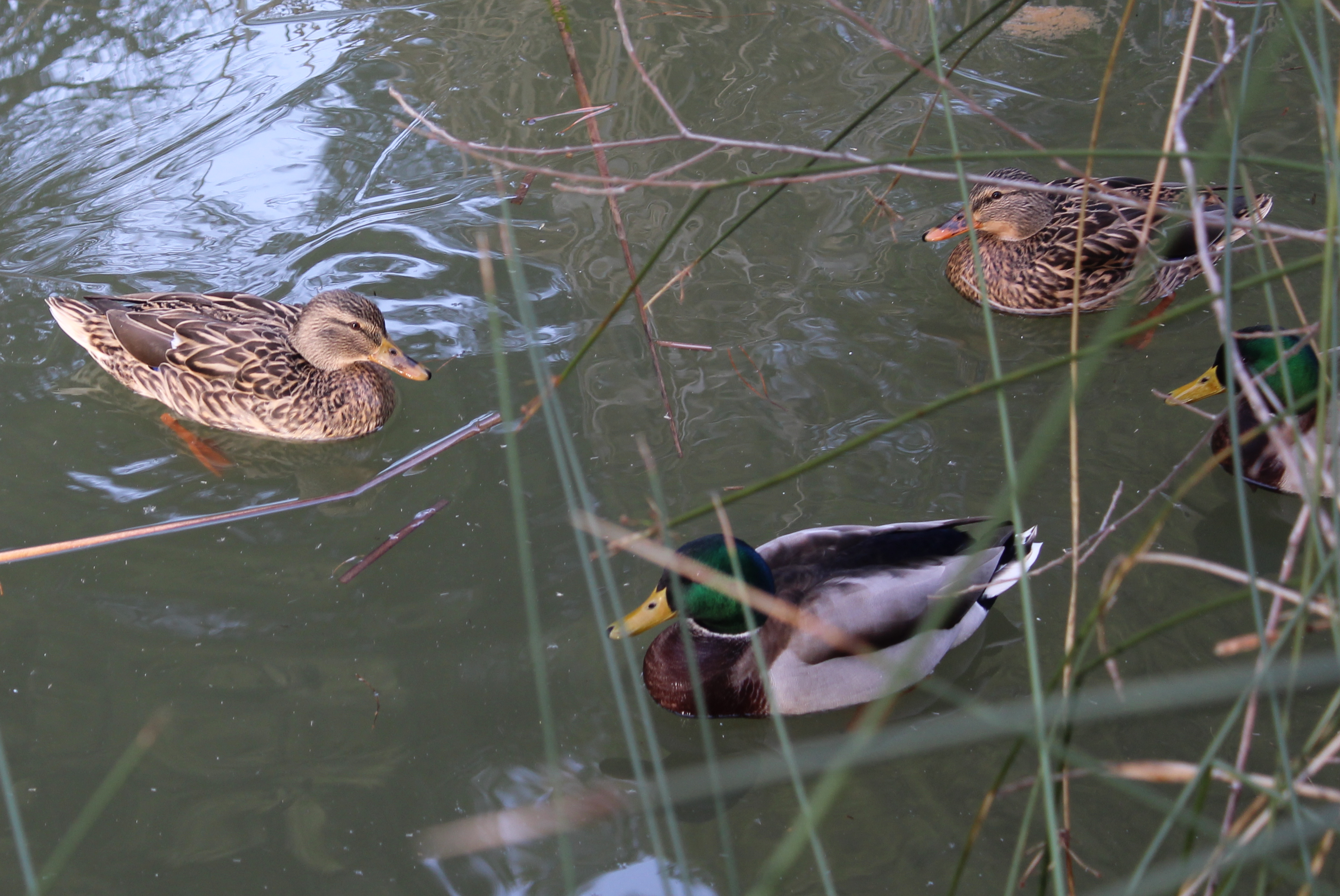
Anátidas
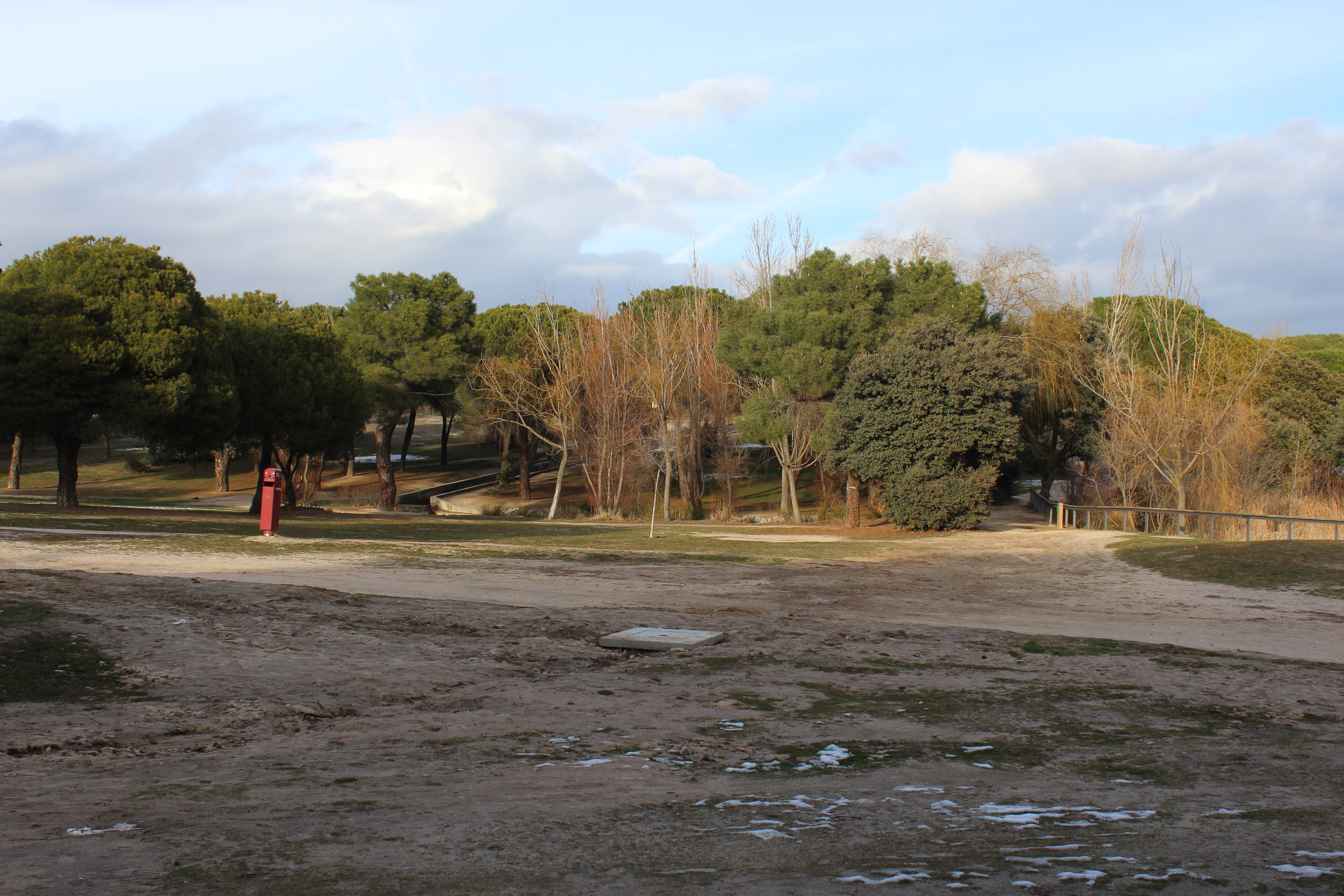
Pinar